# 夢追いウサギ
『夢追いウサギ』（ゆめおいウサギ、原題：Burrow）は、マデリン・シャラフィアン監督・脚本、ピクサー・アニメーション・スタジオ製作による2020年のアメリカ合衆国の2Dアニメ短編映画である。短編シリーズ『スパークス 奇跡の瞬間』の第8作であり、2020年12月25日にDisney+で配信された。

## プロット
小さな茶色のウサギが罫線入りの紙切れに自分の理想の家の稚拙な設計図を描いている。ウサギが穴を掘り始めると隣人のモグラと野ネズミと出会い、協力を持ちかけられる。彼らが家族のために作った巣穴の精巧な青図と間取り図を見たウサギは自分の絵の素朴さと技術不足を恥じてそれを隠し、彼らから逃げるようにより深い穴を掘り進める。
掘り進む途中でウサギは図書館を所有するカエル、パン屋のハリネズミ、入浴しているイモリ、パーティをしているアリといった地下の隣人たちの家に迷い込む。さらにウサギは暗い洞窟の不機嫌そうな動物を誤って目覚めさせた後に地下深くまで逃げる。ウサギは家を作ろうとするが地下水脈にぶつかってしまい、穴を通じて隣人たちの家に向かって氾濫が始まってしまう。
泣きながらウサギは暗い洞窟に駆け込み、動物を目覚めさせて自らの失態を説明する。その動物の正体はアナグマであり、彼は咆哮で隣人たちを呼び集める。一同はウサギと一緒に水の流れを逸らすための横穴を掘ることで自らの家を守る。一件落着するとウサギは隣人たちに絵を見せ、彼らに手伝って貰ってミラーボール付きのバスルームを備えた夢の家を完成させる。

## 製作
2020年9月、ピクサーは『Burrow』という題の2Dアニメ短編映画が長編映画『ソウルフル・ワールド』と併映されることを発表した。短編はマデリン・シャラフィアンが監督、マイケル・カパラがプロデューサーを務めた。2020年10月9日、映画館での上映は行わず、代わりにDisney+で公開されることが発表された。

## 音楽
公式にクレジットされている作曲家はいないが、ヴォルフガング・アマデウス・モーツァルトによるオーボエ協奏曲が含まれており、スペシャルサンクスの1人として載っている。

## 公開
2020年12月25日にDisney+で配信された。当初は2020年11月20日に『ソウルフル・ワールド』と劇場で併映される予定であった。しかしながら北米などでは両作品の劇場公開は中止され、Disney+での公開に変更された。Disney+が展開されていない国々では予定通り『ソウルフル・ワールド』と共に劇場公開された。
2023年12月、ピクサー・アニメーション・スタジオは2024年1月12日に『ソウルフル・ワールド』の同時上映作品として本作品をアメリカ国内で劇場公開することを発表した。日本国内でも同作品の同時上映作品として同年4月12日に劇場公開することがウォルト・ディズニー・ジャパンから発表されている。

### 受賞とノミネート
第93回アカデミー賞短編アニメ賞にノミネートされている。